# Татаро-Чикаши
Татаро-Чикаши — деревня в составе Куединского муниципального округа в Пермском крае.

## Географическое положение
Деревня расположена в восточной части округа на расстоянии примерно 10 километра на восток по прямой от посёлка Куеда.

## Климат
Климат умеренно континентальный. Зима продолжительная, снежная. Средняя температура января −14…−15 °C. Лето умеренно тёплое. Самый тёплый месяц — июль. Средняя температура июля +18,5 °C. средняя годовая температура составляет +2,1 °C. Абсолютный максимум июльских температур достигает +38 °C, а минимальный +2 °C. Длительность вегетационного периода (с температурой выше +5 °C) колеблется от 155 до 165 дней, безморозный период колеблется от 110 до 130 дней. Период с температурой воздуха выше 10 °C продолжается в течение 125 дней. Осадков в среднем выпадает 450—550 мм. Средняя дата первого заморозка 20 сентября. Снежный покров устанавливается в конце октября — начале ноября и держится в среднем 170—190 дней в году. Средняя дата появления первого снежного покрова 18 октября. Толщина снега к марту месяцу достигает 60-70 см.

## История
Впервые отмечены на карте в 1792 году. Первыми поселенцами, основавшими деревню Сикаш, были удмурты, а уже затем сюда подселилось несколько татарских семей. 
В «Списке населенных мест по сведениям 1870 года», изданном в 1877 году, населённый пункт упомянут как деревня Сикаш 2-го стана Бирского уезда Уфимской губернии. Располагалась при речке Сикаше, на просёлочной дроге из Бирска в Осу, в 140 верстах от уездного города Бирска и в 60 верстах от становой квартиры в селе Тепляки. В деревне, в 44 дворах жили 281 человек (151 мужчина и 130 женщин, удмурты, тептяри), была водяная мельница. Жители занимались пчеловодством.
С 2006 до 2020 года входила в состав Бикбардинского сельского поселения Куединского района. После упразднения обоих муниципальных образований в мае 2020 г. имеет статус рядового населённого пункта Куединского муниципального округа.

## Население
Постоянное население составляло 267 человек в 2002 году (46 % татары, 36 % удмурты), 193 человека в 2010 году.